# Richard Sterba
Richard Francis Sterba, né à Vienne le 6 mai 1898 et mort à Grosse Pointe (Michigan) le 24 octobre 1989, est médecin et psychanalyste américain d'origine autrichienne.

## Biographie
Il naît dans une famille viennoise catholique, son père Joseph Sterba, est professeur de physique et de mathématiques. 
Durant la Première Guerre mondiale il est mobilisé en tant qu'officier en 1916, alors qu'il est encore élève et passe un baccalauréat spécial, pour achever ses études secondaires. Il entreprend des études de médecine après la guerre en 1919, à  l'université de Vienne, où il obtient son diplôme de médecin en 1923. Il se forme en psychiatrie sous la direction de Julius Wagner-Jauregg et de Paul Schilder.
Il se forme comme psychanalyste à la Société psychanalytique de Vienne fin 1924, faisant partie, tout comme son épouse Editha Sterba (de), de la première génération d'analystes formé à l'Institut psychanalytique de la société viennoise, dirigé par Helene Deutsch. Il fait une analyse avec Eduard Hitschmann, et il est accepté comme membre extraordinaire de la société en 1925, puis comme membre adhérent en 1928. 
En 1936, il est invité, en tant que psychanalyste non juif, à présenter un travail à l'Institut Göring, fondé par Matthias Göring, le frère du politicien nazi Hermann Göring, en lieu et place de l'Institut psychanalytique de Berlin. Il décline l'invitation, indiquant qu'il ne s'y rendrait que si un psychanalyste juif y était préalablement invité.
Après l'Anschluss, le comité directeur de la Société psychanalytique de Vienne décrète sa dissolution, le 13 mars 1938, et demande à ses membres de quitter l'Autriche, dans la mesure du possible. Richard Sterba, son épouse et leurs deux filles, s'exilent en Suisse. Richard Sterba et Editha Sterba espèrent obtenir un visa pour l'Amérique du Sud, dans la perspective de créer une société psychanalytique, mais restant sans réponse, ils s'installent aux États-Unis, en 1938, d'abord à Chicago puis à Détroit. 
Richard Sterba est en mesure, grâce à son diplôme de médecin, de reprendre une activité professionnelle, dès 1939, à Détroit. Il participe à la fondation, en 1940, de la Detroit Psychoanalytic Society, dont il est président de 1946 à 1952. Il est nommé professeur de psychiatrie à la faculté de médecine de la Wayne State University en 1945.
Il contribue jusqu'à sa mort à la revue The International Journal of Psychoanalysis.
Richard Sterba est également un violoniste de talent et un collectionneur d'art. Il se spécialise dans la psychanalyse d'artistes, et publie notamment une biographie de Ludwig van Beethoven et de Michel-Ange.

## Publications
- Réminiscences d'un psychanalyste viennois, Privat, 1986  (ISBN 270891166X)
- Avec Editha Sterba : Beethoven et sa famille, Buchet Chastel, 1996  (ISBN 2702016359)